# Tsidiiyazhi abini
Tsidiiyazhi abini — викопний вид птахів ряду чепігоподібних (Coliiformes). Існував у Північній Америці у палеоцені (63,3-61,7 млн років тому). Скам'янілі рештки знайдені у відкладеннях формації Nacimiento у штаті Нью-Мексико , США. Описаний з решток черепа та елементах передніх кінцівок.

## Назва
Біноміальна назва Tsidiiyazhi abini на мові навахо означає «маленька ранкова пташка».